# 丽思大酒店 (马德里)
丽思大酒店（Hotel Ritz）是西班牙马德里的一座五星级豪华酒店，美好年代风格，现由文华东方酒店集团管理。

## 历史
马德里丽思大酒店位于丽池区忠诚广场（Plaza de la Lealtad）5号，所谓艺术金三角，毗邻普拉多博物馆，提森-博内米萨博物馆对面，并邻近索菲亚王后艺术中心，以及丽池公园和马德里皇家植物园。它是由西班牙国王阿方索十三世创建于1910年，2010年举行了百年庆典，2013年进行修复。酒店的立面已被列为国家古迹。
丽思大酒店 (马德里)經歷其最大規模的翻新工程後，將於2021年4月15日以Mandarin Oriental Ritz, Madrid（馬德里文華東方麗茲酒店）重新開業。

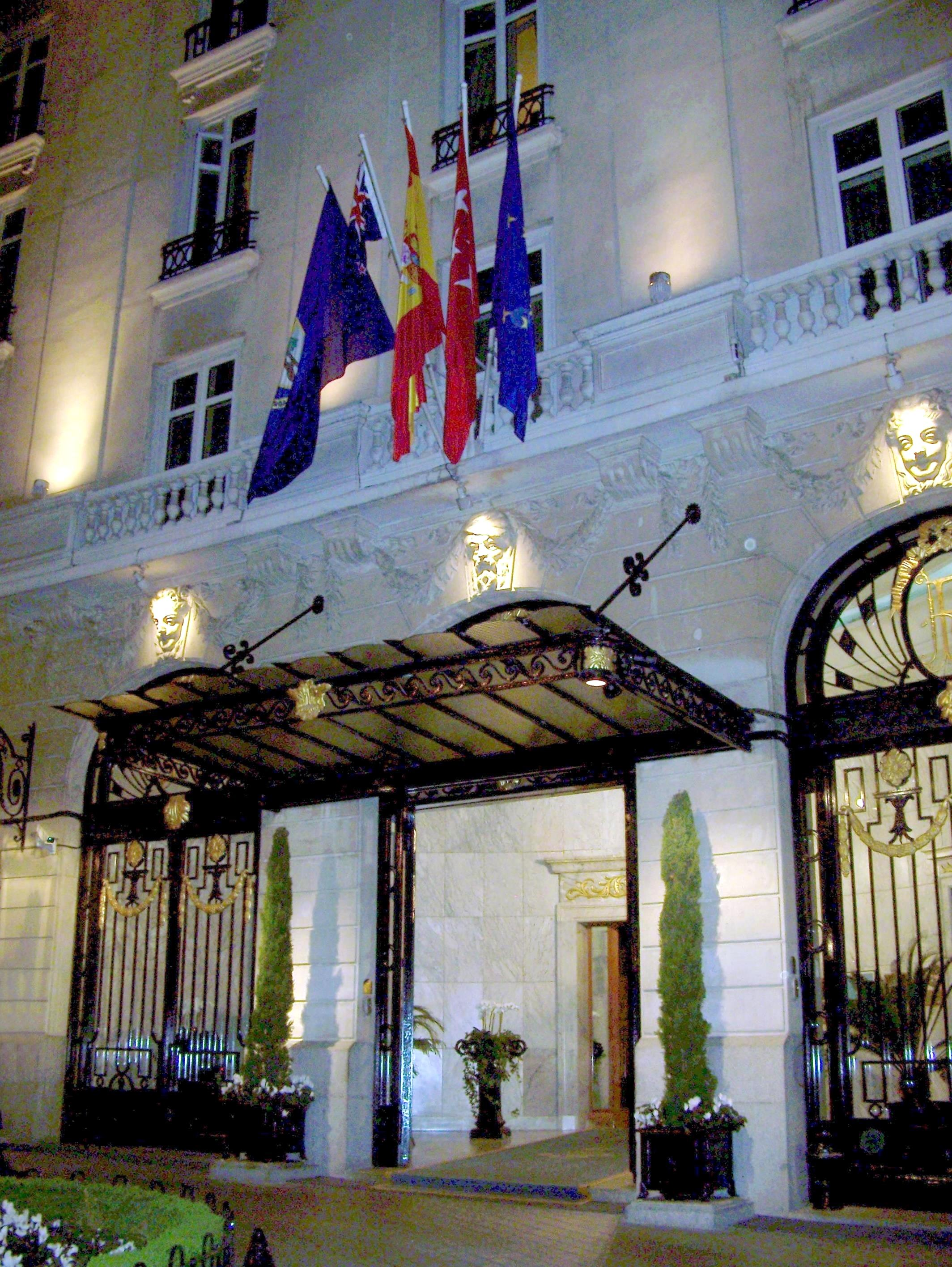